# Bartolomeo Bosco

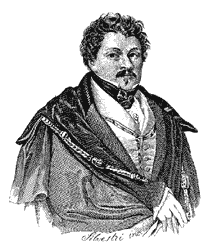
Bartolomeo Bosco

Bartolomeo Bosco (Torino, 3 gennaio 1793 – Dresda, 7 marzo 1863) è stato un illusionista italiano, considerato uno dei più grandi prestigiatori di tutti i tempi.

## Biografia
Figlio di Matteo Bosco e Cecilia Cuore, già dall'infanzia si esercitava con giochi di illusionismo e prestigiazione.
Dopo i primi studi compiuti a Torino, si arruolò nell'esercito napoleonico partecipando alla campagna di Russia come soldato nel 111º Reggimento Fanteria di Linea.
Nel 1812, Bartolomeo Bosco fu fatto prigioniero durante la battaglia di Borodino e confinato in Siberia.
Proprio durante la prigionia egli affinò il suo straordinario talento esibendosi per i propri commilitoni e per i russi, dai quali era addirittura pagato.
Bosco utilizzò questi guadagni per alleviare le sofferenze della prigionia per sé e per i propri compagni.
Tornato in libertà nel 1814, dopo un breve periodo di studi di medicina a Torino intraprese la carriera artistica di illusionista, raggiungendo successo e fama internazionali nonché l'ammirazione dei regnanti di tutta l'Europa.
Les Aventures de Bartolomeo Bosco de Turin, professeur de prestidigitation, pubblicate nel 1851, testimoniano l'enorme fama di cui godeva il grande illusionista torinese, che diede un grande contributo all'antica arte dell'inganno dilettevole.
Tra i giochi da lui praticati si ricordano quello dei bussolotti e l'illusione della propria fucilazione, dove Bosco ponendosi innanzi al plotone di esecuzione dava l'ordine di far fuoco, emergendo successivamente vivo e vegeto da una nuvola di fumo con ai suoi piedi le pallottole sparate.
Morì a Dresda nel 1863 dopo una serie lunghissima di successi leggendari.
Fu sepolto nella stessa città, nel cimitero cattolico di Friedrichstraße.

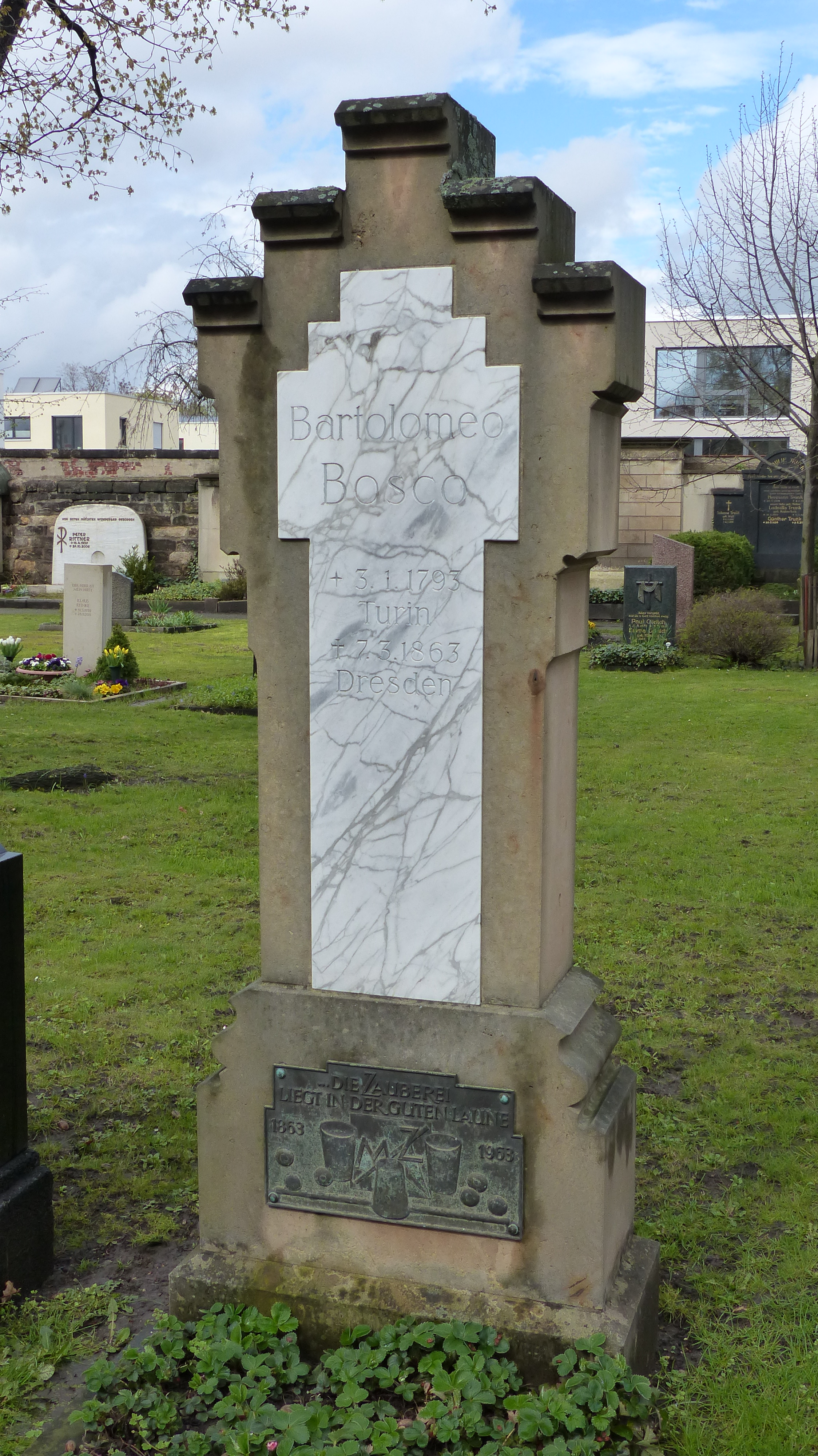
tomba di Bartolomeo Bosco a Dresda

La tomba, acquistata e restaurata nel 1903 da Harry Houdini, esiste ancora oggi ed è curata dal circolo dei prestigiatori di Dresda, intitolato proprio a Bartolomeo Bosco.
Anche l'attore e regista Charlie Chaplin volle omaggiare il prestigiatore torinese. Nel suo film Il circo (1928) chiama "Prof. Bosco" il mago del circo al quale il suo personaggio Charlot rovina il numero durante una scena della pellicola.
Nel 1890 l'amburghese Conrad Bernitt inventò il prima sistema di stampa fotografica automatica. L'invenzione appariva così magica che Bernitt chiamò questo sistema "Bosco".
Nell'ottobre del 2017 viene pubblicato il primo saggio storico dedicato a questo artista torinese, frutto di una ricerca durata oltre quindici anni. L'autore è il bresciano Alex Rusconi e il libro, edito da Florence Art, si intitola Bartolomeo Bosco. Vita e meraviglie del mago che conquistò l'Europa. La prefazione dell'opera è stata curata da Raul Cremona.